# Aimons-nous et dormons
Aimons-nous et dormons est une mélodie composée par Claude Debussy en 1880.

## Composition
Aimons-nous et dormons est une mélodie sur un poème de Théodore de Banville, extrait de son recueil Odelettes. L'œuvre porte comme incipit « Aimons-nous et dormons, Sans songer au reste du monde. ». Elle a été éditée pour la première fois en 1933, par Theodore Presser, avec des paroles anglaises traduites par Lehman.